# Liste des cavités naturelles les plus longues des Terres australes et antarctiques françaises

TAAF.

La liste des cavités naturelles les plus longues des Terres australes et antarctiques françaises (TAAF) recense sous la forme d'un tableau, les cavités souterraines naturelles connues, dont le développement est supérieur ou égal à cinquante mètres.
La communauté spéléologique considère qu'une cavité souterraine naturelle n'existe vraiment qu'à partir du moment où elle est « inventée » c'est-à-dire découverte (ou redécouverte), inventoriée, topographiée et publiée. Bien sûr, la réalité physique d'une cavité naturelle est la plupart du temps bien antérieure à sa découverte par l'homme ; cependant tant qu'elle n'est pas explorée, mesurée et révélée, la cavité naturelle n'appartient pas au domaine de la connaissance partagée.
La liste spéléométrique des plus longues cavités naturelles des Terres australes et antarctiques françaises (≥ 50 m) est actualisée début 2009.
La plus longue cavité répertoriée dans le Territoire d'outre-mer des Terres australes et antarctiques françaises est la grotte du Jardin malgache (cf. ligne 1 du tableau ci-dessous).

## Terres australes et antarctiques françaises (France)

### Cavités de développement supérieur ou égal à50 mètres
Six cavités sont recensées au 1er janvier 2009.
La quasi-totalité de ces cavités appartiennent à une même structure volcanique globale, située au pied du mont de la Dives, dénommée de façon générique « Tunnel de lave »
| Réf. | Cavité                                         | District                              | Massif ou zone géog. | Coord. (WGS 84)              | Dévelop. (mètres) | Dénivel. (mètres) | Source       | Mis à jour |
| ---- | ---------------------------------------------- | ------------------------------------- | -------------------- | ---------------------------- | ----------------- | ----------------- | ------------ | ---------- |
| 1    | Grotte du Jardin Malgache (Tronçon 9)          | Îles Saint-Paul et Nouvelle-Amsterdam | Île Amsterdam        | 37° 48′ 11″ S, 77° 34′ 11″ E | +270, m           | +034, m           | Paul Courbon | 2009-01    |
| 2    | Grotte des Fougères (hors tunnel)              | Îles Saint-Paul et Nouvelle-Amsterdam | Île Amsterdam        | 37° 48′ 15″ S, 77° 34′ 13″ E | +250, m           | +026, m           | Paul Courbon | 2009-01    |
| 3    | Tunnel de lave - Tronçon Aval Bois (Tronçon 8) | Îles Saint-Paul et Nouvelle-Amsterdam | Île Amsterdam        |                              | +150, m           | +030, m           | Paul Courbon | 2009-01    |
| 4    | Tunnel de lave - (Tronçon 5)                   | Îles Saint-Paul et Nouvelle-Amsterdam | Île Amsterdam        |                              | +090, m           | +022, m           | Paul Courbon | 2009-01    |
| 5    | Grotte Vélain (Tronçon 12)                     | Îles Saint-Paul et Nouvelle-Amsterdam | Île Amsterdam        |                              | +056, m           | NC                | Paul Courbon | 2009-01    |
| 6    | Grotte du Jardin Sud (Tronçon 10)              | Îles Saint-Paul et Nouvelle-Amsterdam | Île Amsterdam        |                              | +050, m           | +008, m           | Paul Courbon | 2009-01    |